# Stona gora
Stona gora ili mesa je izolovano uzvišenje ravnog vrha, greben ili brdo, koje je sa svih strana omeđeno strmim padinama i stoji izrazito iznad okolne ravnice. Mese se karakteristično sastoje od ravno-ležećih mekih sedimentnih stena obrubljenih otpornijim slojem ili slojevima tvrđe stene, npr. škriljci prekriveni peščarom. Otporni sloj deluje kao pokrovna stena koja formira ravni vrh mese. Pokrovni sloj se može sastojati od sedimentarnih stena poput peščara i krečnjaka; seciranih tokova lave; ili duboko erodirane otporne kore. Za razliku od visoravni, čija upotreba ne podrazumeva horizontalne slojeve temeljne stene, npr. Tibetanska visoravan, izraz mesa se odnosi isključivo na reljefne oblike izgrađene od ravnih slojeva.
Kao što je primetio Brajan 1922. godine, mese ... stoje izrazito iznad okolne zemlje, kao što sto stoji iznad poda na kome počiva. Otuda je pojam mesa usvojen od španske reči sa značenjem sto.
Mesa je slična, ali ima šire područje vrha nego usamljeno strmo brdo. Međutim, ne postoji dogovoreno ograničenje veličine koje razdvaja mese od bilo u usamljenih strmih brda ili visoravni. Na primer, planine sa ravnim vrhom, koje su poznate kao mese, u Kokbernovom lancu severozapadne Australije imaju površine čak 350 km (220 mi). Suprotno tome, brda s ravnim vrhom, čija je površina samo oko 0,1 km (0,062 mi), u Elbsandstajngebirgu u Nemačkoj, opisane su kao mese.
Manje strogo, veoma široko gledano, izolovano brdo ili planina ravnog vrha, umerene visine, omeđeni sa najmanje jedne strane strmom liticom ili padinom, koji su ostaci dejstva erozije, takođe se nazivaju mesama.
U geomorfnoj i geološkoj literaturi na engleskom jeziku takođe su korišćeni i drugi izrazi za meso. Na primer, u regionu Roraima u Venecueli, tradicionalni naziv je tepui, izveden iz lokalnog pomonskog jezika, i termin stone planine korišćeni su za opisivanje lokalnih ravnih vrhova. Slični oblici zemljišta u Južnoj Australiji poznati su pod nazivom stona brda, brda sa stonim vrhom ili šatorska brda. Nemački izraz tafelberg se u prošlosti koristio i u engleskoj naučnoj literaturi.

## Formiranje
Mese se formiraju dejstvom vremenskih uslova i erozijom horizontalnih slojevitih stena koje su podignute tektonskom aktivnošću. Varijacije u sposobnostima različitih tipova stena da se odupru vremenskim uslovima i eroziji dovode do razgradnje slabijih vrsta stena, ostavljajući otpornije vrste stena topografski više od okruženja. Ovaj proces se naziva diferencijalna erozija. Najotpornije stene uključuju peščar, konglomerat, kvarcit, bazalt, rožnac, krečnjak, tokove lave i sil. Tokovi lave i sil su naročito otporni na vremenske neprilike i eroziju, i često formiraju ravni vrh, ili kapu, stone gore. Manje otporni slojevi kamena uglavnom se sastoje od škriljaca, mekše stene koja lakše podleže vremenskim prilikama i eroziji.
Razlike u čvrstoći različitih slojeva stena su ono što mesama daje njihov karakterističan oblik. Manje otporne stene erodiraju na površini u doline, gde sakupljaju odvod vode iz okoline, dok otporniji slojevi ostaju. Veliko područje vrlo otporne stijene, poput sila, može zaštititi slojeve ispod njega od erozije, dok mekša stena koja ga okružuje erodira u doline, stvarajući tako stonu goru.
Razlike u tipu stena takođe se odražavaju na stranama mesa, jer su umesto glatkih padina strane razbijene u stepenišni obrazac nazvan „topografija litica i stolova”. Otporniji slojevi formiraju litice ili stepeništa, dok manje otporni slojevi formiraju blage padine ili stolove između litica. Litice se povlače i na kraju su odsečene od glavne litice, ili platoa bazalnim potkopavanjem. Kada se ivica litice ne povuče ravnomerno, već je izlokna erodirajućim potocima, deo može biti odsečen od glavne litice, formirajući mesu.
Bazalno potkopavanje se dešava kad voda koja teče oko stenskih slojeva mese nagriza slojeve mekih škriljaca, bilo kao površinsko oticanje sa vrha mese ili kao podzemna voda koja se kreće kroz propusne prevlake, što dovodi do propadanja i protoka škriljaca. Kako podložni škriljac biva erodiran, on više ne može da podržava gornje slojeve litica, koji se urušavaju i povlače. Kada je stona gora urušena do te mere da je samo mali deo preostao, to je poznato kao strmo brdo.

## Na Marsu
Prelazna zona na Marsu, poznata kao uzburkani teren, nalazi se između visoko kraterisanih planina i manje kraterisanih nizija. Mlađa nizija sadrži mese strmih litica i uzvušenja poput izraslina. Ti pejzažni elementi su razdvojeni ravnim nizijama. Smatra se da su nastali putem ledom potpomognutog procesa masovnog trošenja iz podzemnih ili atmosferskih izvora. Njihova veličina se smanjuje sa povećanjem udaljenosti od gorskog odrona. Reljef mesa se kreće od skoro 2 km do 100 m, u zavisnosti od udaljenosti od ispusta.

## Literatura
- „Descriptor Terms (Feature Types)”. Gazetteer of Planetary Nomenclature. USGS. Приступљено 11. 2. 2017.
- Kieffer, H H (Editor) (1992). Mars. The University of Arizona Press. стр. 1311. ISBN 0-8165-1257-4. Приступљено 11. 2. 2017.
- „Table Mountain in Cape Town”. www.vibescout.com (на језику: енглески). Приступљено 6. 11. 2017.
- „15 Things You Didn’t Know About Table Mountain”. 2017.
- „Table Mountain”. BootsnAll Travel. decembar 2002. Архивирано из оригинала 2. 1. 2013. г. Приступљено 21. 12. 2006.
- McCarthy, T.; Rubidge, B. (2005). The Story of Earth and Life. Cape Town: Struik. стр. 188–192. ISBN 1-77007-148-2.
- Tankard, A. J.; Jackson, M. P. A.; Eriksson, K. A.; Hobday, D. K.; Hunter, D. R.; Minter, W. E. L. (1982). Crustal Evolution of Southern Africa. 3.8 Billion Years of Earth' History. New York: Springer. стр. 338–344. ISBN 0-387-90608-8.
- „Geology of the Cape Peninsula”. UCT Department of Geological Sciences. Архивирано из оригинала 19. 7. 2012. г. Приступљено 20. 7. 2006.
- „The Geology of Table Mountain”. CapeConnected. Архивирано из оригинала 27. 11. 2019. г. Приступљено 20. 7. 2006.
- Manning, John (2007). „Cone Bush, Tolbos”. In: Field Guide to Fynbos. Cape Town: Struik Publishers. стр. 258. ISBN 9781770072657.

## Spoljašnje veze
- „Monument Valley”. Navajo Nation Parks. Архивирано из оригинала 4. 1. 2006. г.
- „Photographs and documents of pre-automobile access Monument Valley from the Monument Highway Digital Collection”. Utah State University. Архивирано из оригинала 13. 09. 2019. г. Приступљено 31. 08. 2020.
- „Uranium mining in Monument Valley and its decommissioning”. Energy Information Administration. Архивирано из оригинала 14. 10. 2003. г.